# Destrucción de Isengard
La Destrucción de Isengard es una batalla ficticia del legendarium del escritor británico J. R. R. Tolkien.

## Antecedentes: la traición de Isengard
Saruman el Blanco era el líder del Concilio Blanco y el mago más poderoso de los istari, enviados a la Tierra Media por los valar para oponerse al malvado Sauron. Sin embargo, fue corrompido por el influjo de Sauron al entrar en contacto a través de los palantíri que ambos poseían en las torres de Orthanc y Barad-dûr respectivamente.
Así, convocó por medio de Radagast el Pardo a Gandalf el Gris, el segundo de los istari, a su torre de Orthanc en Isengard, con el fin de averiguar el paradero del Anillo Único y hacerse con él. Cuando Gandalf llegó a Orthanc, Saruman lo recibió amablemente, pero poco después le hizo notar su enojo porque Gandalf no le reveló el paradero del Anillo. Saruman prosiguió la conversación insultando a Radagast «el simple, el tonto, el estúpido», lo que terminó de poner en guardia a Gandalf. Saruman continuó desvariando sobre su nueva túnica, con la que pretendía abandonar el blanco anterior para ser «Saruman el Multicolor». Cuando Gandalf le instó a que se centrara en las cuestiones importantes, Saruman le reveló su proyecto de apoderarse del Anillo y usarlo para derrocar a Sauron y hacerse con el poder. Gandalf se negó, creyéndolo loco, por lo que fue encerrado en la parte superior de Orthanc.
En ese momento, Saruman se pone definitivamente a las órdenes de Sauron, quien le manda transformar Isengard en una fortaleza de Mordor. Durante los siguientes días miles de orcos entraron en Isengard, cambiando notablemente el paisaje: destruyendo todos los árboles alrededor de Orthanc, quemándolos salvajemente y construyendo puentes entre las fosas que excavaron para forjar armas y preparar un ejército para derrotar al reino vecino de Rohan.

## Gestación
Mientras toda Rohan se prepara para lo que será la Batalla de Cuernavilla, acantonando toda la tropa disponible en el Abismo de Helm, los hobbits Merry y Pippin acompañan a Bárbol a un lugar del Bosque de Fangorn, llamado El Valle Emboscado para una extraña reunión de Ents llamada, en lenguaje abreviado, Cámara de los Ents. Allí se decide, luego de tres días de deliberación, atacar Isengard para destruir a Saruman cuyas acciones habían molestado mucho a los ents.

## La batalla

### Prolegómenos
A la tarde del día 2 de marzo del año 3019 T. E. unos treinta ents y un ejército de ucornos se dirigen a Nan Curunir, llegando por la noche. Bárbol y unos pocos ents se dirigieron, cautelosamente, hasta la vista de las puertas del Valle. Allí vieron como un imponente ejército de orcos, medio orcos y dunlendinos salían del Valle con dirección al Abismo de Helm. Saruman, confiado en la victoria sobre los Rohirrim había dejado Isengard con muy pocas fuerzas en su interior. Merry creyó ver que los ucornos se movilizaron, sigilosamente, detrás de los ejércitos de Saruman.
Una vez que los enemigos se alejaron, Bárbol fue hasta las puertas que guardaban el valle fortificado y, golpeándolas fuertemente llamó al Mago Blanco, solicitándole que se rindiera. Por supuesto no sólo no recibió respuesta, sino que fue atravesado por algunas flechas, que no le causaron daño alguno, pero sí "(...)empezó a entrar en calor, a sentir "prisa", como diría él. Emitió un prolongado hum-hom y unos doce ents acudieron a grandes trancos." (ESDLA. Libro III. Cap 9). Al llegar estos y junto al Decano de los Ents empezaron a destruir las puertas, triturando y corroyendo la madera y las piedras de la muralla con sus manos y pies. Cinco minutos después, no solo las Grandes Puertas sino muchas partes de la Muralla, fueron destruidas por los ents.

### El combate
Comenzó pues, pasada la media noche, el ataque contra la fortaleza de Saruman. Un ejército de ucornos rodeaba Isengard (aparte de los que habían ido a Cuernavilla) y no dejaron salir a ningún orco con vida. Mientras tanto los ents destruyeron toda la muralla del lado sur. Saruman quiso escapar, había bajado para ver la partida de su ejército y cuando vio a los ents, pretendió escabullirse en la confusión. Pero fue detectado por Ramaviva que se lanzó a perseguirlo y estuvo a punto de lograrlo, si el Mago no se hubiera escondido justo detrás de la puerta de la Torre Dentada, cerrándola con rapidez.
Una vez a salvo, Saruman puso a funcionar sus diabólicas máquinas y el fuego empezó a brotar por todos lados. El ent Hayala y un centenar de ucornos ardieron por completo. Esto enloqueció al resto que corrieron enfurecidos todos alrededor de Orthanc "(...)despedazando las columnas, arrojando avalanchas de piedras a los fosos, lanzando al aire enormes bloques de roca como si fuesen hojas..." (Ibidem) La mampostería y los pilares de hierro que la sostenían volaban por el aire y chocaban contra las ventanas de la Torre, pero la dura roca con que estaba hecha no cedía. Bárbol, temiendo por los suyos, que se lastimaban contra Orthanc, con una orden los frenó. Silenciosos y fríos, después de esto, algunos se diseminaron por el valle y otros fueron al norte, dejando sólo una guardia, frente a la Torre.

### Inundación
Durante todo el día 3 de marzo, no se sintió ni pasó nada, pero por la tarde, Merry y Pippin observaron que un "bosque" de ucornos custodiaba la parte septentrional del Valle; y oyeron ruidos extraños. Los ents habían estado taponando y embalsando el río Isen y los arroyos que desembocaban en él. A la noche soltaron los diques y las aguas del río inundaron el valle, a través de un hueco en la muralla Norte; en un aluvión estruendoso y poderoso. Los Fuegos de Isengard se apagaron y todas las cuevas y construcciones se anegaron con un agua nauseabunda; el vapor cubrió todo el Valle del Mago. A la tarde del día siguiente los ents devolvieron el río a su cauce natural.

## Tras la lucha
Théoden, Aragorn, Gandalf, Legolas, Éomer, Gimli y veinte hombres más se encaminaron a Isengard. Al llegar vieron sus restos, y tuvo lugar el reencuentro con Merry y Pippin, que vigilaban Orthanc durante la ausencia de Bárbol.
Gandalf llamó a las puertas de Orthanc, a lo que Gríma, quien se había refugiado en Orthanc, y ahora odiaba a Saruman por mentirle, apareció en la ventana y fue a llamar a su amo. Saruman se asomó a la ventana, y los saludó a todos muy amablemente, con una voz que era un encantamiento. Exhortó a Gandalf a seguirle y darle la oportunidad de ser grande a su lado, y luego se dirigió a Théoden muy respetuosamente. Gandalf rio, y se negó a subir. Se burló de lo errado de Saruman, pero le dio otra oportunidad de bajar y ser absuelto. Sin embargo, Saruman desconfiaba de los ents, y creía que al bajar lo matarían o atraparían, a pesar de que Gandalf le dejó en claro que no era ese su objetivo. Saruman masculló que Gandalf andaba con escoria y se retiró, pero Gandalf lo volvió a llamar con voz autoritaria, y él volvió, ahora agitado y furioso, y casi como contra su voluntad. Gandalf lo expulsó de la Orden y del Concilio, y quebró su vara. Saruman escapó aterrado y una pesada bola de cristal rebotó en la barandilla y cayó cerca de Gandalf; se la había arrojado Gríma, quien no podía decidir a cual de los dos magos odiaba más.
Saruman quedó condenado a vivir con Gríma encerrado en Orthanc, y siempre vigilado por Bárbol y los ents. Proseguía la Guerra del Anillo, pero ahora se centraba solo en Barad-dûr.